# Carly Fiorina
Cara Carleton "Carly" Fiorina (născută Sneed la 6 septembrie 1954) este o candidată la președinția Statelor Unite ale Americii din campania electorală a alegerilor din  anul 2016, fost executiv din domeniul tehnologiei și fost Director General al companiei Hewlett-Packard. Actualmente, Carly Fiorina conduce organizația filantropică non-profit Good360.